# Stanisław z Poddębic
 Stanisław z Poddębic  Poddębicki herbu Ostoja (zm. po 1436 r.) – dziedzic Poddębic, rządca sieradzki, podstarości krakowski, burgrabia zamku na Wawelu, starosta lubelski, starosta żarnowiecki, burgrabia krakowski, wielkorządca krakowski.

## Życiorys
Był prawdopodobnie synem jednego z braci, Urbana lub Wita z Poddębic. Jego bratem rodzonym był Jan z Poddębic a braćmi stryjecznymi Stanisław i Świętomir. W roku 1411 występował z tytułem rządcy sieradzkiego. Zasiadał w sądzie grodzkim w Sieradzu jako asesor. W 1418 roku został powołany przez Mikołaja Białuchę z Michałowa i Kurozwęk, starostę krakowskiego na urząd podstarościego. Był także burgrabią zamku na Wawelu. W roku 1423 wraz z Piotrem Chełmskim h. Ostoja świadczył naganionemu w szlachectwie Maciejowi z Borowna h. Ostoja. Był zapewne rycerzem pasowanym. Tego roku został mianowany przez króla Jagiełłę na urząd wielkorządcy krakowskiego. Nominację tę zawdzięczał Stanisław głównie lojalności wobec rodziny królewskiej, wykazanej na urzędzie burgrabiego, jak i stałej protekcji Białuchy. W latach 1426–1430 sprawował urząd starosty lubelskiego. W maju 1430 ponownie objął urząd wielkorządcy krakowskiego, który pełnił do marca 1432 roku. W latach 1433–1436 pełnił ponownie obowiązki podstarościego i burgrabiego krakowskiego. Latem 1433 roku, pod nieobecność Białuchy, pełnił obowiązki starosty krakowskiego i stale przebywał na Wawelu. Był związany ze stronnictwem królowej Zofii, która obdarowała go starostwem niegrodowym żarnowieckim. W latach 1433–1434 był sędzią w sądzie nadwornym z ramienia królowej. Cieszył się znacznym autorytetem. W roku 1436 był (jako sędzia nadworny) jednym z rozjemców w sporze między dziedzicami Chełma z rodu Ostojów. Żoną Stanisława z Poddębic była Dorota, córka Stanisława z Barczewa h. Pobóg i Zdzisławy ze Stoczków (koło Burzenina). Małżeństwo zawarto po roku 1425. Stanisław z Poddębic nie pozostawił potomstwa. Zmarł po 1436 roku. Owdowiała Dorota z Barczewa prawdopodobnie po śmierci męża sprzedała Poddębice Piotrowi z Niewiesza, który od ok. 1440 roku był właścicielem tej wsi.